# 马娅·潘吉基泽
马娅·潘吉基泽（1960年10月16日—），格鲁吉亚政治人物。2012年10月25日至2014年11月25日，担任格鲁吉亚外交部长。

## 生平
2960年10月16日，马娅·潘吉基泽出生于第比利斯，曾在第比利斯国立大学和德国耶拿大学就读。早年担任德语教师，1994年后从事外交工作。2004年至2007年任格鲁吉亚驻德国大使，2007年至2010年任格鲁吉亚驻荷兰大使。2012年10月25日，总理毕齐纳·伊万尼什维利任命其担任格鲁吉亚外交部长。